# Браян Епштейн
Бра́ян Епште́йн (або Епстайн, англ. Brian Samuel Epstein, 19 вересня 1934, Ліверпуль — 27 серпня 1967, Лондон) — британський підприємець, менеджер популярного британського гурту «The Beatles» з 1962 до 1967 року. Під комерційним керівництвом Епштейна «The Beatles» здобули популярність спочатку у Великій Британії, а потім і в усьому світі. Ранній успіх гурту часто називають заслугою Епштейна. За словами Пола Маккартні, «якщо хтось і був „п'ятим бітлом“, то це був Браян».
Він також керував деякими іншими артистами, серед яких гурти «Gerry & The Pacemakers», «Billy J. Kramer» and «the Dakotas», співачка Сілла Блек (англ. Cilla Black).

## Біографія

### Юність
Браян Епштейн народився в Ліверпулі в заможній єврейській родині. Його єврейський дід перебрався до Англії з Литви у 1890-х роках, у 18-річному віці. Його єврейська бабця Діна була донькою Йосипа та Естер Гиман, які емігрували з Російської імперії до Англії у 1871/72 році зі старшим братом Яковом. Основи добробуту родини Епштейнів заклав дідусь Браяна Айзек, що відкрив меблевий салон «Епштейн і сини».
У юному віці Браян не проявляв схильності до навчання, не любив спорт і неохоче заводив знайомства. У 10-річному віці він уже був кілька разів вигнаний зі школи. У 13 років Епштейн не зміг скласти вступні іспити, потрібні для вступу в якусь гарну приватну школу. Розчарувавшись, батьки послали його в школу у Вест-Кантрі, куди приймали всіх охочих. Восени 1948 року, за наполяганням батька, Браян був змушений змінити місце навчання — батько все-таки домігся, щоб сина прийняли в Рекін — відомий приватний коледж. Поступово Браян звик і до нової школи. Він, як і раніше, виявляв успіхи в живописі й по мистецтву був першим у класі. Він хотів стати дизайнером-модельєром, однак його батько не вважав цю професію гідною для чоловіка. Браян пішов зі школи перед своїм шістнадцятиліттям, не одержавши атестата.
Після школи Епштейн почав працювати в меблевому магазині родини й досяг значного успіху. Однак його призвали до армії. Якщо школу він не любив, то армію просто зненавидів. Він постійно порушував субординацію й не міг виконати найпростіше доручення. Через десять місяців після призову медична комісія вирішила, що Браян не підходить до військової служби. Армія сильно підірвала його і без того слабке здоров'я.
Повернувшись додому, Епштейн пішов працювати в магазин батька. У цей час він захопився театром, яким цікавився ще в школі. За порадою друзів, Браян вирішив піти учитися в Королівську академію драматичного мистецтва. Поступивши без особливих зусиль, Браян провчився там три семестри й затим покинув це богемне місце. Йому не подобалася та атмосфера, що панувала в академії.
Бажаючи прославитися, Браян умовив батька відкрити магазин грамплатівок, а після нього й другий. Завдяки ентузіазму Браяна обидва магазини процвітали. Молодший Епштейн був одержимий ідеєю, щоб у його магазині можна було знайти будь-яку платівку, і дуже пишався своєю колекцією, у якій були дуже рідкісні записи. Однак коли 28 жовтня 1961 року в магазин зайшов Курт Реймонд Джонс і спитав, чи є в них сингл «My Bonnie» гурту «The Beatles», такої платівки у магазині не знайшлося. Її назву Епштейн знайшов тільки у каталозі імпорту й був вкрай здивований, що це не німецький, а англійський, навіть ліверпульський гурт, який, до того ж майже щоденно виступає в клубі «Каверн» за 200 метрів від його магазину. Браян завжди прагнув знати все про предмет свого бізнесу і тому пішов у клуб, щоб дізнатися про гурт.

### Епштейн і The Beatles
9 листопада 1961 року Епштейн уперше почув, як грають «The Beatles» під час ланчу в клубі «Каверн». У своїй автобіографії Браян напише, що їхнє знайомство не можна було назвати любов'ю з першого погляду:
|  | Вони були досить неохайні й не дуже чисті. Виконуючи пісні, хлопці курили, їли, розмовляли й жартома обмінювалися стусанами. Вони поверталися до публіки спиною, сварилися з відвідувачами клубу й глузували із власних жартів. |

Браян ледве підходив для ролі менеджера «The Beatles». У нього зовсім не було досвіду в шоубізнес. До того ж він був зовсім не схожий на хлопців із групи, старший за них на кілька років. Однак після декількох зустрічей хлопці дали йому згоду. Ставши менеджером «The Beatles», Браян почав займатися їхніми найважливішими справами, створював сценічний образ, привчав їх до дисципліни, змінив їхній імідж, учив подавати свою музику, активно намагався укласти контракт з фірмами звукозапису. Використовуючи свою репутацію власника «найкращого магазина грамплатівок на півночі Англії», Браяну вдалося домовитися про запис першого альбому «The Beatles» у студії EMI. Багато в чому завдяки Епштейну світ побачив «легендарну ліверпульську четвірку».

### Останні роки життя
Після рішення «The Beatles» припинити гастролі Епштейн підбив підсумок цілого розділу свого життя. Однак він зовсім не збирався припиняти свою діяльність. Компанія Браяна NEMS Enterprises перетворилася у величезну організацію, що працювала з багатьма відомими музикантами свого часу. Фірма виявляла цікавість до нерухомості, придбала театр «Сівілл» і продовжувала розширювати свою діяльність у сфері менеджменту.
В останні два роки життя через постійні труднощі на роботі в Браяна з'явилася залежність від снодійних препаратів. Він мав безсоння, постійну дратівливість. 27 серпня 1967 року Браян Епстайн помер. Причиною смерті було передозування карбітала. Більшість вважає, його смерть була випадковою — він просто прийняв занадто велику дозу снодійного: малоймовірно, що Браян вирішив покінчити життя самогубством у той момент, коли його мати тільки що пережила смерть чоловіка.

## Особисте життя
Гомосексуальність Епштейна не була публічно відома за його життя, та певну кількість років після його смерті, хоча серед його друзів та ділових партнерів це не було таємницею. Під час служби в Британській армії Епштейн замовив кравцю пошити йому офіцерську форму. Він носив форму, коли блукав лондонськими барами, але одного вечора був заарештований військовою поліцією в клубі «Армія та флот» на Пікаділлі за те, що видавав себе за офіцера. Епштейну вдалося уникнути військового трибуналу, погодившись на зустріч з армійським психіатром, який з'ясував про сексуальну орієнтацію Епштейна. Через десять місяців його звільнили з армії за медичними показаннями, визнавши його «емоційно та психічно непридатним». Пізніше Епштейн розповідав, що його перший гомосексуальний досвід стався, коли він повернувся до Ліверпуля після звільнення.